# Bagdá (província)
Bagdá (português brasileiro) ou Bagdade (português europeu) (em árabe: محافظة بغداد; romaniz.: Muḥāfaẓät Baġdād) é uma das 19 províncias do Iraque. Possui 5 200 quilômetros quadrados e segundo censo de 2018, havia 8 126 755 habitantes. Sua capital fica em Bagdá.